# Czystochleb
Czystochleb – wieś w Polsce położona w województwie kujawsko-pomorskim, w powiecie wąbrzeskim, w gminie Ryńsk. Siedziba sołectwa. Według podziału administracyjnego Polski obowiązującego w latach 1975–1998, miejscowość należała do województwa toruńskiego. Według Narodowego Spisu Powszechnego (III 2011 r.) liczyła 628 mieszkańców. Jest czwartą co do wielkości miejscowością gminy Ryńsk.
We wsi znajduje się niewykorzystywany już cmentarz ewangelicki.